# FIFA Soccer 95
FIFA Soccer 95 (также известная как FIFA 95) — футбольная компьютерная игра, разработанная и выпущенная корпорацией Electronic Arts 8 июля 1994 года. Вторая игра в серии. Игра эксклюзивно вышла для платформы Sega Mega Drive.
Слоган игры — «Лучший консольный футбол, который можно получить» (The best console football can get).

## Обзор
После игры FIFA International Soccer от Electronic Arts все поклонники футбольных симуляторов с нетерпением ждали новой части серии FIFA, которая получила официальное название FIFA Soccer 95. В качестве лица обложки выступил футболист Эрик Торстведт (Erik Thorstvedt), прыгающий за мячом, выступающий тогда за английский клуб «Тоттенхэм Хотспур». Вторая часть игры особо ничем не отличалась от первой. Движок остался тем же, большинство футболистов взято из сезона 93-94 годов, вымышленные имена остались, хотя при большом желании можно было угадать их реальные прототипы.